# ミネソタ大学システム
ミネソタ大学システム（英語: University of Minnesota System）は、アメリカ合衆国ミネソタ州の州立大学群。

## 構成機関
- ミネソタ大学ツインシティー校
- ミネソタ大学ダルース校（英語版）
- ミネソタ大学モリス校（英語版）
- ミネソタ大学クルックストン校（英語版）
- ミネソタ大学ロチェスター校（英語版）